# Pakistan ai XVII Giochi paralimpici estivi
Il Pakistan ha partecipato ai XVII Giochi paralimpici estivi che si sono svolti a Parigi in Francia, dal 28 agosto all'8 settembre 2024, con una delegazione di un atleta uomo, che ha gareggiato in una disciplina.

## Medaglie
| Riepilogo quotidiano | Riepilogo quotidiano | Riepilogo quotidiano | Riepilogo quotidiano | Riepilogo quotidiano | Riepilogo quotidiano |
| -------------------- | -------------------- | -------------------- | -------------------- | -------------------- | -------------------- |
| Giorno               | Data                 |                      |                      |                      | Totale               |
| 9º                   | 6 settembre          | 0                    | 0                    | 1                    | 1                    |

### Medagliere per disciplina
| Sport            | Oro | Argento | Bronzo | Totale |
| ---------------- | --- | ------- | ------ | ------ |
| Atletica leggera | 0   | 0       | 1      | 1      |
| Totale           | 0   | 0       | 1      | 1      |

### Medaglie di bronzo
| Medaglia | Nome       | Sport            | Evento                        |
| -------- | ---------- | ---------------- | ----------------------------- |
| Bronzo   | Haider Ali | Atletica leggera | Lancio del disco F37 maschile |

## Atletica leggera
Fonte:
| Atleta     | Evento                        | Finale    | Finale    |
| Atleta     | Evento                        | Risultato | Posizione |
| ---------- | ----------------------------- | --------- | --------- |
| Haider Ali | Lancio del disco F37 maschile | 52,54     | 3°        |